# Kristijan Velinovski
Kristijan Velinovski (Stip, 31 maggio 1999) è un calciatore macedone, attaccante dello Sileks Kratovo.

## Carriera

### Club
Il 1° luglio 2025 viene acquistato a titolo definitivo dalla squadra macedone dello Sileks Kratovo.

## Statistiche

### Presenze e reti nei club
Statistiche aggiornate al 10 luglio 2025.
| Stagione              | Squadra               | Campionato            | Campionato | Campionato | Coppe nazionali | Coppe nazionali | Coppe nazionali | Coppe continentali | Coppe continentali | Coppe continentali | Altre coppe | Altre coppe | Altre coppe | Totale | Totale |
| Stagione              | Squadra               | Comp                  | Pres       | Reti       | Comp            | Pres            | Reti            | Comp               | Pres               | Reti               | Comp        | Pres        | Reti        | Pres   | Reti   |
| --------------------- | --------------------- | --------------------- | ---------- | ---------- | --------------- | --------------- | --------------- | ------------------ | ------------------ | ------------------ | ----------- | ----------- | ----------- | ------ | ------ |
| gen.-giu. 2018        | Brera Strumica        | PL                    | 5          | 0          | CM              | 0               | 0               | -                  | -                  | -                  | -           | -           | -           | 5      | 0      |
| 2018-2019             | Bregalnica Štip       | VL                    | 0          | 0          | CM              | 0               | 0               | -                  | -                  | -                  | -           | -           | -           | 0      | 0      |
| 2019-2020             | Brera Strumica        | PL                    | 15         | 0          | CM              | 0               | 0               | UEL                | 1                  | 0                  | -           | -           | -           | 16     | 0      |
| 2020-2021             | Brera Strumica        | PL                    | 30         | 2          | CM              | 1               | 0               | -                  | -                  | -                  | -           | -           | -           | 31     | 2      |
| 2021-2022             | Brera Strumica        | PL                    | 32         | 7          | CM              | 0               | 0               | -                  | -                  | -                  | -           | -           | -           | 32     | 7      |
| 2022-2023             | Brera Strumica        | PL                    | 27         | 6          | CM              | 0               | 0               | UECL               | 2                  | 0                  | -           | -           | -           | 29     | 6      |
| lug.-set. 2023        | Brera Strumica        | PL                    | 5          | 0          | CM              | 0               | 0               | -                  | -                  | -                  | -           | -           | -           | 5      | 0      |
| Totale Brera Strumica | Totale Brera Strumica | Totale Brera Strumica | 114        | 15         |                 | 1               | 0               |                    | 3                  | 0                  |             | -           | -           | 118    | 15     |
| 2023-2024             | Sumqayıt              | PL                    | 4          | 0          | CA              | 1               | 0               | -                  | -                  | -                  | -           | -           | -           | 5      | 0      |
| 2024-gen. 2025        | Sumqayıt              | PL                    | 2          | 0          | CA              | 0               | 0               | -                  | -                  | -                  | -           | -           | -           | 2      | 0      |
| Totale Sumqayıt       | Totale Sumqayıt       | Totale Sumqayıt       | 6          | 0          |                 | 1               | 0               |                    | -                  | -                  |             | -           | -           | 7      | 0      |
| gen.-giu. 2025        | GOŠK Gabela           | PL                    | 10         | 0          | CB              | 0               | 0               | -                  | -                  | -                  | -           | -           | -           | 10     | 0      |
| 2025-2026             | Sileks Kratovo        | PL                    | 0          | 0          | CM              | 0               | 0               | UECL               | 2                  | 0                  | -           | -           | -           | 2      | 0      |
| Totale carriera       | Totale carriera       | Totale carriera       | 130        | 15         |                 | 2               | 0               |                    | 5                  | 0                  |             | -           | -           | 137    | 15     |